# Frei José da Costa Azevedo
Frei José da Costa Azevedo (Rio de Janeiro, 16 de setembro de 1763 — 7 de novembro de 1822) foi um cientista e teólogo brasileiro. Estudou ciências na Universidade de Coimbra. Esteve à frente da gestão do Museu Nacional, então chamado Museu Real, de 1818 a 1822 -- aliás, foi o primeiro diretor da instituição. Foi sob sua gestão que foi adquirida a Coleção Werner.